# Kari Matchett
Kari Matchett (Spalding, 25 maart 1970) is een Canadees actrice. 

## Biografie
Matchett werd geboren in Spalding, een plaats in de provincie Saskatchewan (Canada). Zij doorliep de highschool aan de Lethbridge Collegiate Institute in Lethbridge (Alberta) en hierna ging zij studeren aan de National Theatre School of Canada in Montreal (Canada). 
Matchett begon in 1996 met acteren in de televisieserie The Rez, waarna zij nog meerdere rollen speelde in televisieseries en films. Zij is vooral bekend van haar rol als Joan Campbell in de televisieserie Covert Affairs waar zij in 75 afleveringen speelde (2010-2014). 

## Filmografie

### Films
- 2020 2 Hearts - als Grace
- 2019 Code 8 - als Mary Reed
- 2019 Mad Mom - als Jill Jones
- 2018 Into Invisible Light - als Lydia
- 2018 Return to Christmas Creek - als Pamela
- 2016 Maudie - als Sandra
- 2015 Lead with Your Heart - als Maura McCabe Walker
- 2012 The Horse of McBride – als Avril Davidson
- 2012 The Riverbank – als Kate Mason
- 2012 Covert Affairs: Sights Unseen – als Joan Campbell
- 2010 Meteor Storm – als Michelle
- 2009 The National Tree – als Faith
- 2006 Intimate Stranger – als Karen Reese
- 2006 Civic Duty – als Marla Allen
- 2006 Goose on the Loose – als Donna Archer
- 2005 Plague City: SARS in Toronto – als Amy
- 2004 A Very Married Christmas – als Donna
- 2003 Betrayed – als Judy Bryce
- 2002 Cypher – als Diane
- 2002 19 Months – als Page
- 2002 The Glow – als Allison
- 2002 Cube 2: Hypercube – als Kate Filmore
- 2002 Men with Brooms – als Linda Bucyk
- 2001 Angel Eyes – als Candance
- 2001 A Colder Kind of Death – als Maureen Gault
- 2000 Apartment Hunting – als Sarah
- 2000 Task Force: Caviar – als Linda
- 1999 Rembrandt: Fathers & Sons – als Saskia van Rijn
- 1998 A Marriage of Convenience – als Elizabeth Fenwick
- 1998 Papertrail – als Alison Enola
- 1997 Breach of Faith: A Family of Cops II – als Marina
- 1997 What Happened to Bobby Earl? – als Nicki Corlis
- 1996 Undue Influence – als Marcie Reed

### Televisieseries
Uitgezonderd eenmalige gastrollen.
- 2025 The Hunting Party - als Eve Lazarus
- 2021 A Million Little Things - als Georgia Gregory - 4 afl.
- 2021 Supergirl - als Jean Rankin - 2 afl.
- 2020 Fortunate Son - als Ruby Howard - 8 afl.
- 2010-2014 Covert Affairs – als Joan Campbell – 75 afl.
- 2012-2013 Covert Affairs: Sights Unseen - als Joan Campbell - 7 afl.
- 2009-2012 Leverage – als Maggie Collins – 4 afl.
- 2010 Miami Medical – als dr. Helena Sable – 2 afl.
- 2008-2009 Crash – als Jules – 6 afl.
- 2007-2008 ER – als dr. Skye Wexler – 5 afl.
- 2007 Hearthland – als Kate Armstrong – 9 afl.
- 2007 Studio 60 on the Sunset Strip – als Mary Tate – 5 afl.
- 2007 24 – als Lisa Miller – 10 afl.
- 2005-2006 Invasion – als dr. Mariel Underlady – 22 afl.
- 2004 Wonderfalls – als Beth – 3 afl.
- 2004 Blue Murder – als rechercheur Elaine Bender – 13 afl.
- 2001-2002 A Nero Wolfe Mystery – als diverse karakters – 17 afl.
- 1998-2000 Power Play – als Colleen Blessed – 26 afl.
- 1998 Earth: Final Conflict – als Siobhan Beckett – 7 afl.
- 1996-1997 Ready or Not – als Sheila Ramone – 6 afl.
- 1996 The Rez – als Tanya Nanibush Beakhert - ? afl.

- Bibliothèque nationale de France: cb16618402z (data)
- Gemeinsame Normdatei: 1164519913
- International Standard Name Identifier: 0000 0003 7755 782X
- Library of Congress Control Number: no2002076012
- Nationale Bibliotheek van Israël: 987007410829605171
- Système universitaire de documentation: 18355924X
- Virtual International Authority File: 254833576
- WorldCat: E39PBJrmdBqpVcxHBwgR7Gx4bd